# 公共政策総合研究所
公共政策総合研究所（こうきょうせいさくそうごうけんきゅうしょ）は、民間シンクタンクを標榜する日本の特定非営利法人（NPO法人）の一つである。

## 概要
2003年6月に設立総会、同年9月にNPO法人として認証された。欧米のフィールドワークを実施。欧米の有事法制、NATO諸国の憲法・有事法制の論文多数発表している。
2000年代に日本各地の国立大学や有名私立大学で設立された「公共政策」を冠する公共政策大学院系統の学科や研究所と名称がよく似ているが、つながりは無い。
代表は民社党出身の福冨健一。

## 活動
フィールドワークを基本にして、西ドイツや英国の憲法・有事法制、欧米諸国の有事法制比較など、憲法・有事法制の論考を多数発表する。公式サイトによると2003年の設立から2004年までは勉強会や研究会を催していたが2005年2月を最後に開かれていない。

## POLICY BRIEF
2004年1月から季刊誌「POLICY BRIEF」を発行している。2005年以降は発行ペースは年1回となっており、最新号は通号12号目が2009年12月に発行されている。ページ数は第1号が51Pであったが近年は10P前後となっている。